# Pagurapseudes largoensis
Pagurapseudes largoensis är en kräftdjursart som beskrevs av Mc Sweeny 1982. Pagurapseudes largoensis ingår i släktet Pagurapseudes och familjen Pagurapseudidae. Inga underarter finns listade i Catalogue of Life.